# Frederic Täckström
Frederic Täckström, född den 12 juli 1946 i Helsingborg, är svensk skådespelare och regissör. Han har skådespelat i Studioteaterns ensemble i Malmö.
Han har även jobbat på tidningen Arbetets centralredaktion i Malmö och som grafisk formgivare på Brutus Östlings bokförlag Symposion i Stehag.

## Filmografi

### Roller
- 1993 – Macklean (TV-serie)
- 1995 - Hundarna i Riga
- 1995 - Mördare utan ansikte
- 1996 - Den vita lejoninnan
- 2000 - Det nya landet
- 2005 - Doxa
- 2005 - Wallander – Mastermind
- 2005 - Wallander – Bröderna
- 2007 - Kväll med måne

### Regi och foto
- 1980 - Ohyra
- 2009 - Gatupredikanten